# Milt Williams
Milton Williams, detto Milt (Seattle, 22 novembre 1945), è un ex cestista statunitense, professionista nella NBA e nella ABA.

## Carriera
Venne selezionato dai New York Knicks al diciassettesimo giro del Draft NBA 1968 (202ª scelta assoluta).

## Palmarès
- Campione EPBL (1970)